# Chemba (distrito)

Localização do distrito de Chemba em Moçambique

Chemba é um distrito da província de Sofala, em Moçambique, com sede na povoação de Chemba. Está localizado na margem direita do rio Zambeze e tem limite, a noroeste e oeste com o distrito de Tambara, a sudoeste com o distritos de Macossa (distritos da província de Manica), a sul  com o distrito de Maringué, a sudeste com o distrito de Caia e a leste e nordeste com o distrito de Mutarara (distrito da província de Tete).

## História
Na época colonial, o actual distrito tinha o estatuto de circunscrição, tendo sido transformado em distrito depois da independência nacional. Na revisão administrativa de 1980 o distrito perdeu parte do seu território quando os postos administrativos de Maríngue e Tambara foram elevados a distritos.

## Demografia
De acordo com o Censo de 2017, o distrito tem 83 257 habitantes e uma área de 3 978km²,  daqui resultando uma densidade populacional de 20,9 h/km².
| 1997   | 2007   | 2017   |
| 49 634 | 65 660 | 83 257 |

A maioria da população fala a língua Ndau e professam a religião católica.

## Divisão Administrativa
O distrito está dividido em três postos administrativos (Chemba, Chiramba e Mulima), compostos pelas seguintes localidades:
- Posto Administrativo de Chemba:
  - Chemba
  - 3 de Fevereiro
- Posto Administrativo de Chiramba: 
  - Chiramba
- Posto Administrativo de Mulima: 
  - Goe
  - Mulima

1. 1 2 3 4  «Perfil do Distrito de Chemba» (PDF). Ministério da Administração Estatal. 2005. Consultado em 2 de dezembro de 2020
2. ↑  «Plano Local de Adaptação do Distrito de Chemba» (PDF). Governo do Distrito de Chemba. 2015. Consultado em 2 de dezembro de 2020
3. ↑  «QUADRO 3. POPULAÇÃO POR IDADE, SEGUNDO DISTRITO, ÁREA DE RESIDÊNCIA E SEXO. PROVÍNCIA DE SOFALA, 2017». Instituto Nacional de Estatística. 2017. Consultado em 2 de dezembro de 2020
4. ↑  «Estatísticas do Distrito de Chemba» (PDF). Instituto Nacional de Estatística. 2012. Consultado em 2 de dezembro de 2020
5. ↑  «Recenseamento Geral da População e Habitação 2007-Indicadores Socio-Demográficos Distritais-Província de Sofala». Instituto Nacional de Estatística. 2012. Consultado em 2 de dezembro de 2020